# Aeropuerto Internacional Matecaña
El Aeropuerto Internacional Matecaña (IATA: PEI, OACI: SKPE) es un aeropuerto internacional que sirve a la ciudad de Pereira (departamento de Risaralda) y a toda la región del Eje Cafetero y Norte del Valle, en Colombia. En caso de emergencia, es el aeropuerto alternativo al de las ciudades de Armenia, Cartago y Manizales, así como al de los aeropuertos El Dorado de Bogotá, Alfonso Bonilla Aragón de Cali y José María Córdova de Medellín. Fue construido entre 1944 y 1946 y abierto al público el 7 de agosto de 1947. Actualmente, tiene operación regional, nacional e internacional, además de poseer una dependencia de carga totalmente nueva, en reemplazo de la original construida en 1978, como parte del actual proceso de remodelación de la terminal aérea.

## Descripción
La actual (y nueva) terminal del Aeropuerto Internacional Matecaña posee cinco niveles: En el primero se encuentra las salas de llegadas de pasajeros internacionales, así como una sala de llegada nacional, cada una de estas con dos bandas de reclamo de equipaje. En el segundo nivel se encuentra el área de Check-in, con 30 counters en un área de 700 m², tres filtros de seguridad en salida nacional y dos en la internacional. Por su parte, el tercer nivel (con 2.000 m²) está destinado al área gastronómica. En cuanto a los aparcamientos, estos disponen de más 400 plazas para vehículos y motos, convirtiéndose en el segundo aeropuerto de Colombia en contar con aparcamiento subterráneo, además de 100 m² para bici-aparcamientos.
La nueva terminal posee un sistema tecnológico de monitorización de todos los sistemas del edificio, el cual permite detectar cualquier fallo en algún componente que afecte a la operación u ocasione riesgos a las personas.
Otra de las características a resaltar de la nueva terminal, es la apuesta por la sostenibilidad ambiental, siendo instalados 1.454 paneles que abastecen el 30% de su demanda energética, evitando de esta manera una emisión a la atmósfera de unas 280 toneladas de CO₂.
En cuanto a la seguridad operacional, cabe destacar la instalación del sistema de radio ayuda ILS (Sistema de Aterrizaje Instrumental), así como el sistema ALS (Sistema de Luces de Aproximación), reduciendo en gran medida (sin eliminar por completo) los cierres debido a condiciones climáticas adversas.
Diariamente tiene unos 35 vuelos comerciales a diferentes destinos, es el aeropuerto que más movimiento de pasajeros nacionales e internacionales tiene en el eje cafetero. Destaca de este terminal su proximidad al centro de la ciudad, llevando un promedio de 20 minutos en el desplazamiento.[cita requerida]
Su pista mide 2.200 metros de longitud y un ancho de 45 metros. En 2020 se presentaron los primeros estudios de factibilidad que permitirían ampliar la pista 600 metros hacia el costado occidental, para lo cual se tendría que deprimir la avenida 30 de agosto, se espera el inicio del estudio de nivel II con el cual se iniciaría la búsqueda de financiación.

## Historia
El Aeropuerto Internacional Matecaña fue creado en 1944 mediante acuerdo 34 del 18 de agosto de 1944. Para ello se resuelve construir un campo de aterrizaje de 1.800 metros de longitud y se dispone la adquisición de 40.000 metros cuadrados de tierra. Fue construido mediante el esfuerzo de los ciudadanos a través de memorables jornadas de acción cívica, motivo de orgullo para la ciudad y ejemplo que logró un reconocimiento en todo el país.
La primera aeronave aterrizó oficialmente el 24 de julio de 1947 se trataba de un C-47 comandado por el Capitán Luis Carlos Londoño Iragorri.
Se constituyó en establecimiento público de carácter municipal mediante Acuerdo N.º 47 del 18 de agosto de 1976 dirigido por una junta directiva precedida por el señor Alcalde Municipal y dotado de personería jurídica, autonomía administrativa y patrimonio propio.

## Modernización
En los últimos años, el Aeropuerto ha pasado por un proceso de remodelación mediante un Plan Maestro impulsado por el gobierno municipal, con el que se pretende mejorar las operaciones aéreas y ofrecerles a los viajeros mayores condiciones de comodidad y seguridad. Ejemplo de ello, son las mejoras realizadas en la capa asfáltica de la pista de aterrizaje, para garantizar la seguridad y la calidad en la operación aérea, además de una ampliación de 200 metros. Además, se encuentran totalmente concluidas, obras como la construcción de la nueva torre de control, nueva terminal de pasajeros y Centro de Gestión Aeronáutica, único en la región.
Con el Plan Maestro, se llevó a cabo la ampliación de la pista de aterrizaje en 140 m por la cabecera 08 y 40 m por la cabecera 26, lo que permitió disminuir algunas restricciones en la familia de aviones A320 y Boeing 737, así como áreas de seguridad. Además, se realizó la construcción de una nueva terminal de pasajeros, contando aproximadamente con 22.000 m², viaducto de acceso, separación de flujo de pasajeros en 2 niveles, llegadas y salidas, zona social y mirador, parqueadero subterráneo, 4 puertas de embarque y 13 posiciones en total, 3 plataformas con categoría 4D de +60 m de ancho, nueva torre de control con 28 m de altura, convirtiéndose en la segunda torre de control más moderna de Colombia (solo superada por la nueva torre del Aeropuerto El Dorado de Bogotá)  y con capacidad para controlar el tráfico aéreo del eje cafetero, Medellín, Cali y Bogotá en caso de ser necesario, el Centro de Gestión Aeronáutica Civil (CEGAC), parqueaderos y nuevas vías de acceso.
Con proponentes de todo el mundo, el proceso licitatorio se llevó a cabo en abril de 2014, empresas de España, Chile, Perú, Colombia y China, conforman el grupo de no menos de 12 consorcios que pujaron por la alianza público-privada (APP) estructurada para adelantar las obras de modernización del Aeropuerto Internacional Matecaña de Pereira.
El coste total de la gran obra fue de 90.000 millones de pesos y entró en funcionamiento en septiembre de 2020.

## Aerolíneas y Destinos

### Aerolíneas y Destinos
| Aerolíneas        | Destinos                                                                | Alianza       |
| ----------------- | ----------------------------------------------------------------------- | ------------- |
| Avianca           | Bogotá, Cartagena, Medellín–JMC, Santa Marta Estacional: Nueva York–JFK | Star Alliance |
| Copa Airlines     | Ciudad de Panamá–Tocumen                                                | Star Alliance |
| Clic Air          | Medellín–Olaya Herrera, Estacional: Tolú                                | N/A           |
| JetSMART Colombia | Bogotá, Cartagena, Santa Marta                                          | N/A           |
| LATAM Colombia    | Bogotá, Medellín–JMC                                                    | N/A           |

### Destinos Nacionales
Se brinda servicio a 4 ciudades, dentro del país a cargo de 5 aerolíneas.
| Ciudades                                | Nombre del aeropuerto                       | Aerolíneas                  | Frecuencias semanales |
| Destinos Actuales                       | Destinos Actuales                           | Destinos Actuales           | Destinos Actuales     |
| --------------------------------------- | ------------------------------------------- | --------------------------- | --------------------- |
| Colombia (4 destinos, 4 aerolíneas)     |                                             |                             |                       |
| Bogotá                                  | Aeropuerto Internacional El Dorado          | Avianca / LATAM Colombia    | 122                   |
| Bogotá                                  | Terminal Puente Aéreo                       | JetSMART Colombia           | 14                    |
| Cartagena                               | Aeropuerto Internacional Rafael Nuñez       | Avianca / JetSMART Colombia | 21                    |
| Medellín                                | Aeropuerto Olaya Herrera                    | Clic Air                    | 14                    |
| Medellín                                | Aeropuerto Internacional José María Córdova | Avianca / LATAM Colombia    | 21                    |
| Santa Marta                             | Aeropuerto Internacional Simón Bolívar      | JetSMART Colombia           | 5                     |
| Total: 4 destinos, 1 país, 4 aerolíneas |                                             |                             |                       |

### Destinos Internacionales
Se ofrece servicio a 2 destinos internacionales, a cargo de 2 aerolíneas.
| Ciudad por país                          | Nombre del Aeropuerto                    | Aerolíneas           |              |              |
| Norteamérica                             | Norteamérica                             | Norteamérica         | Norteamérica | Norteamérica |
| ---------------------------------------- | ---------------------------------------- | -------------------- | ------------ | ------------ |
| Estados Unidos (1 destino, 1 aerolínea)  |                                          |                      |              |              |
| Nueva York                               | Aeropuerto Internacional John F. Kennedy | Avianca (Estacional) |              |              |
| Centroamérica y El Caribe                |                                          |                      |              |              |
| Panamá (1 destino, 1 aerolínea)          |                                          |                      |              |              |
| Ciudad de Panamá                         | Aeropuerto Internacional de Tocumen      | Copa Airlines        |              |              |
| Total: 2 destino, 2 países, 2 aerolíneas |                                          |                      |              |              |

## Aerolíneas operativas que dejaron de volar a Matecaña
Aerolíneas actualmente operativas en el mercado pero que en el pasado volaron al Aeropuerto Internacional Matecaña 
| Destino       | Aeropuerto                            | Aeronaves                             | Anotación |
| ------------- | ------------------------------------- | ------------------------------------- | --------- |
| Satena        |                                       |                                       |           |
| Cartagena     | Aeropuerto Internacional Rafael Núñez | Fokker F28, Dornier 328               |           |
| Bogotá        | Aeropuerto Internacional El Dorado    | Fokker F28, Dornier 328, Embraer E145 |           |
| Medellín      | Aeropuerto Olaya Herrera              | Dornier 328, Let-410                  |           |
| Quibdó        | Aeropuerto El Caraño                  | Dornier 328, CASA C212                |           |
| Condoto       | Aeropuerto Mandinga                   | CASA C212                             |           |
| Moonflight    |                                       |                                       |           |
| Medellín      | Aeropuerto Olaya Herrera              | Jetstream J32                         |           |
| JetSmart Perú |                                       |                                       |           |
| Lima          | Aeropuerto Internacional Jorge Chávez | Airbus A320                           |           |

## Destinos Cancelados
Aerolíneas actualmente operativas pero que cancelaron alguna de sus rutas.
| Destino        | Aeropuerto                                 | Aeronaves    | Anotación |
| -------------- | ------------------------------------------ | ------------ | --------- |
| LATAM Colombia |                                            |              |           |
| Cartagena      | Aeropuerto Internacional Rafael Núñez      | A319-A320    |           |
| Avianca        |                                            |              |           |
| Barranquilla   | Aeropuerto Internacional Ernesto Cortissoz | MD83         |           |
| Medellín       | Aeropuerto Olaya Herrera                   | Fokker 50    |           |
| Clic           |                                            |              |           |
| Bogotá         | Aeropuerto Internacional El Dorado         | ATR42, ATR72 |           |
| Bucaramanga    | Aeropuerto Internacional Palonegro         | ATR42        |           |
| Villavicencio  | Aeropuerto Vanguardia                      | ATR42        |           |

### Aerolíneas extintas
Aerolíneas que operaron en el Aeropuerto Internacional Matecaña y dejaron de existir por problemas económicos o porque cambiaron su marca comercial al ser adquiridas por otra aerolínea. 
| Destino                      | Aeropuerto                                            | Aeronaves                                                                                       | Notación |
| ---------------------------- | ----------------------------------------------------- | ----------------------------------------------------------------------------------------------- | -------- |
| Aerocóndor Colombia          |                                                       |                                                                                                 |          |
| Barranquilla                 | Aeropuerto Internacional Ernesto Cortissoz            | B707, B720, C-46, CL-44, DC-3, DC-4, DC-6, DHC-2, L-188                                         |          |
| Cartagena                    | Aeropuerto Internacional Rafael Núñez                 | B707, B720, C-46, CL-44, DC-3, DC-4, DC-6, DHC-2, L-188                                         |          |
| Medellín                     | Aeropuerto Olaya Herrera                              | B707, B720, C-46, CL-44, DC-3, DC-4, DC-6, DHC-2, L-188                                         |          |
| San Andrés Isla              | Aeropuerto Internacional Gustavo Rojas Pinilla        | B707, B720, C-46, CL-44, DC-3, DC-4, DC-6, DHC-2, L-188                                         |          |
| Aerolínea de Antioquia       |                                                       |                                                                                                 |          |
| Medellín                     | Aeropuerto Olaya Herrera                              | Jetstream J32, Dornier 328                                                                      |          |
| Aerotal                      |                                                       |                                                                                                 |          |
| Bogotá                       | Aeropuerto Internacional El Dorado                    | B707, B720, B727, C-206, DC-3, DC-4                                                             |          |
| Cali                         | Aeropuerto Internacional Alfonso Bonilla Aragón       | C-206,                                                                                          |          |
| Medellín                     | Aeropuerto Olaya Herrera                              | B707, B720, B727, C-206, DC-3, DC-4                                                             |          |
| ACES Colombia                |                                                       |                                                                                                 |          |
| Bogotá                       | Aeropuerto Internacional El Dorado                    | A320, ATR-42, B727                                                                              |          |
| Cartagena                    | Aeropuerto Internacional Rafael Núñez                 | ATR-42                                                                                          |          |
| Medellín                     | Aeropuerto Olaya Herrera                              | ATR-42, DHC-6, F-27, DH-114                                                                     |          |
| Cali                         | Aeropuerto Internacional Alfonso Bonilla Aragón       | DHC-6                                                                                           |          |
| Manizales                    | Aeropuerto La Nubia                                   | DHC-6                                                                                           |          |
| AIRES                        |                                                       |                                                                                                 |          |
| Ibagué                       | Aeropuerto Perales                                    | Embraer 110 Bandeirante, Fokker 27, Dash 8-100, Dash 8-200, Dash 8-300                          |          |
| Cali                         | Aeropuerto Internacional Alfonso Bonilla Aragón       | Embraer 110 Bandeirante, Fokker 27, Dash 8-100, Dash 8-200, Dash 8-300                          |          |
| Neiva                        | Aeropuerto Benito Salas                               | Embraer 110 Bandeirante, Fokker 27, Dash 8-100, Dash 8-200, Dash 8-300 (vía Ibagué PEI-IBE-NVA) |          |
| Medellín                     | Aeropuerto Olaya Herrera                              | Dash 8-100, Dash 8-200, Dash 8-300                                                              |          |
| Bogotá                       | Aeropuerto Internacional El Dorado                    | Dash 8-200, Dash 8-300, Dash8-400, B737-700                                                     |          |
| Cartagena                    | Aeropuerto Internacional Rafael Núñez                 | B737-700                                                                                        |          |
| Ciudad de Panamá             | Aeropuerto Internacional Tocumen                      | Dash 8-200                                                                                      |          |
| Fort Lauderdale              | Aeropuerto Internacional de Fort Lauderdale-Hollywood | B737-700 (vía Cartagena, PEI-CTG-FLL)                                                           |          |
| Intercontinental de Aviación |                                                       |                                                                                                 |          |
| Bogotá                       | Aeropuerto Internacional El Dorado                    | DC-9, Q300                                                                                      |          |
| Medellín                     | Aeropuerto Internacional José María Córdoba           | DC-9                                                                                            |          |
| Isla de San Andrés           | Aeropuerto Internacional Gustavo Rojas Pinilla        | DC-9 (vía MDE)                                                                                  |          |
| SAM Colombia                 |                                                       |                                                                                                 |          |
| Bogotá                       | Aeropuerto Internacional El Dorado                    | B707, B720, B727, C-46, C-47, DC-3, DC-4, DC-6, RJ-100                                          |          |
| Bogotá                       | Terminal Puente Aéreo                                 | F-100                                                                                           |          |
| Medellín                     | Aeropuerto Olaya Herrera                              | B707, B720, B727, C-46, C-47, DC-3, DC-4, DC-6,                                                 |          |
| San Andrés Isla              | Aeropuerto Internacional Gustavo Rojas Pinilla        | B707, B720, B727                                                                                |          |
| West Caribbean Airways       |                                                       |                                                                                                 |          |
| San Andrés Isla              | Aeropuerto Internacional Gustavo Rojas Pinilla        | MD-80                                                                                           |          |
| Gran Colombia de Aviación    |                                                       |                                                                                                 |          |
| Isla de San Andrés           | Aeropuerto Internacional Gustavo Rojas Pinilla        | Boeing 737                                                                                      |          |
| Ultra                        |                                                       |                                                                                                 |          |
| Cartagena                    | Aeropuerto Internacional Rafael Nuñez                 | A320                                                                                            |          |
| Santa Marta                  | Aeropuerto Internacional Simón Bolívar                | A320                                                                                            |          |
| Viva Air                     |                                                       |                                                                                                 |          |
| Cartagena                    | Aeropuerto Internacional Rafael Nuñez                 | A320, A320N                                                                                     |          |
| Medellín                     | Aeropuerto Internacional José María Córdoba           | A320, A320N                                                                                     |          |
| Bogotá                       | Aeropuerto Internacional El Dorado                    | A320, A320N                                                                                     |          |
| San Andrés                   | Aeropuerto Internacional Gustavo Rojas Pinilla        | A320, A320N (vuelo estacional)                                                                  |          |